# Ellemandsbjerg

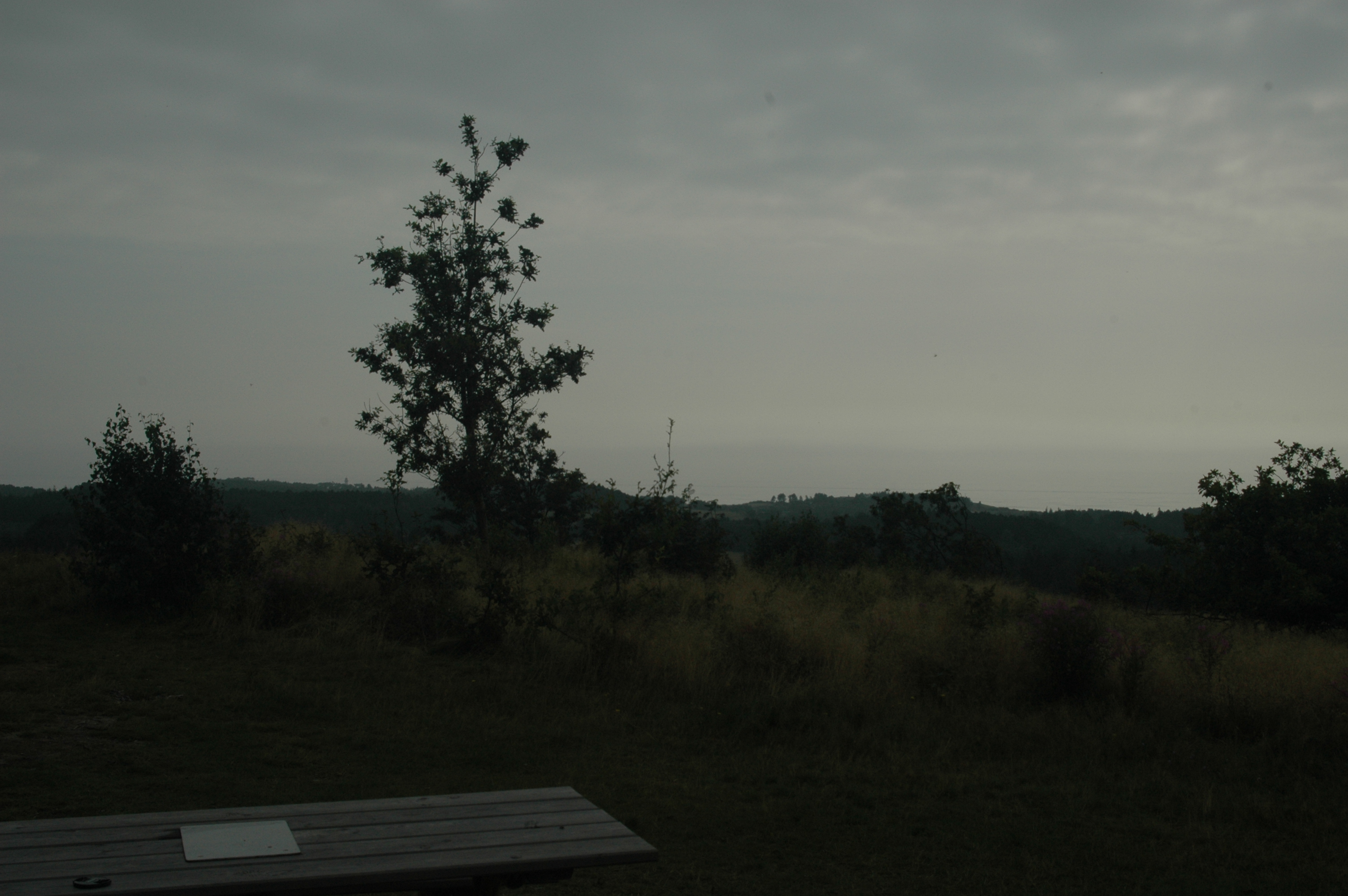
Blick von der Kuppe südwärts.

Ellemandsbjerg ist der höchste Punkt der dänischen Halbinsel Helgenæs an der Ostküste Jütlands. Der Berg erhebt sich 99 m über Normalnull und ist damit ein Aussichtspunkt auf die Århusbucht und Samsø im Süden sowie Aarhus im Westen. Von der Kuppe ist auch Sletterhage Fyr zu sehen.